# Liga Europeia de Hóquei em Patins de 2020–21
A Liga Europeia de 2020–21 foi a 56ª edição da maior competição de clubes europeus de hóquei em patins masculino organizada pela World Skate. 
A Liga Europeia foi disputada numa primeira fase com 3 grupos de 3 equipas cada, disputados a uma só mão, com a passagem de quatro equipas a uma final-four. Todos os jogos, de ambas as fases, foram disputados no Luso.
O Sporting CP conquistou o seu 3º título, o segundo consecutivo após a conquista daLiga Europeia 2018–19.

## Participantes
Após ter sido responsável pela interrupção da edição a anterior, a Pandemia de COVID-19 voltou a impactar na Liga Europeia, com alguns campeonatos nacionais a não se realizarem ou a iniciarem-se mais tarde. Assim, após conhecidas as equipas dispostas a competir, foi feita uma remodelação com apenas 24 equipas (14 espanholas, 9 portuguesas e 1 italiana) a competirem nas três provas agendadas para esta temporada- Liga Europeia (9 equipas), Taça World Skate Europe (7 equipas) e Taça da Liga Feminina (8 equipas).
As equipas classificadas foram: 
| Portugal                                                     | Espanha                                     |
| ------------------------------------------------------------ | ------------------------------------------- |
| SL Benfica UD Oliveirense FC Porto Sporting CP OC Barcelos * | FC Barcelona HC Liceo CE Noia Reus Deportiu |

## Fase de Grupos
A primeira fase foi disputada entre os dias 9 e 11 de abril e esteve dividida em três grupos (Grupo A- FC Porto; CE Noia; OC Barcelos), (Grupo B- Sporting CP; Reus Deportiu; UD Oliveirense), (Grupo C- FC Barcelona; Liceo Deportivo; SL Benfica) 
Apuraram-se o primeiro classificado de cada grupo e a melhor equipa entre as que se classificaram em segundo lugar.

### Grupo A
| Time        | J | V | E | D | GP | GC | SG | Pts |
| ----------- | - | - | - | - | -- | -- | -- | --- |
| FC Porto    | 2 | 1 | 1 | 0 | 10 | 7  | +3 | 4   |
| OC Barcelos | 2 | 0 | 2 | 0 | 8  | 8  | 0  | 2   |
| CE Noia     | 2 | 0 | 1 | 1 | 9  | 12 | −3 | 1   |

|             | NOIA  | OCB   | FCP   |
| ----------- | ----- | ----- | ----- |
| FC Porto    | 7 - 4 |       |       |
| CE Noia     |       | 5 - 5 |       |
| OC Barcelos |       |       | 3 - 3 |

### Grupo B
| Time           | J | V | E | D | GP | GC | SG | Pts |
| -------------- | - | - | - | - | -- | -- | -- | --- |
| UD Oliveirense | 2 | 1 | 1 | 0 | 11 | 7  | +4 | 4   |
| Sporting CP    | 2 | 1 | 1 | 0 | 11 | 9  | +2 | 4   |
| Reus Deportiu  | 2 | 0 | 0 | 2 | 4  | 10 | −6 | 0   |

|                | REUS  | UDO   | SCP   |
| -------------- | ----- | ----- | ----- |
| Sporting CP    | 5 - 3 |       |       |
| Reus Deportiu  |       | 1 - 5 |       |
| UD Oliveirense |       |       | 6 - 6 |

### Grupo C
| Time         | J | V | E | D | GP | GC | SG | Pts |
| ------------ | - | - | - | - | -- | -- | -- | --- |
| SL Benfica   | 2 | 2 | 0 | 0 | 13 | 4  | +9 | 6   |
| FC Barcelona | 2 | 0 | 1 | 1 | 4  | 8  | −4 | 1   |
| Liceo        | 2 | 0 | 1 | 1 | 4  | 9  | −5 | 1   |

|              | LIC   | SLB   | FCB   |
| ------------ | ----- | ----- | ----- |
| FC Barcelona | 2 - 2 |       |       |
| Liceo        |       | 2 - 7 |       |
| SL Benfica   |       |       | 6 - 2 |

### Apuramento melhor segundo classificado
| Time         | J | V | E | D | GP | GC | SG | Pts |
| ------------ | - | - | - | - | -- | -- | -- | --- |
| Sporting CP  | 2 | 1 | 1 | 0 | 11 | 9  | +2 | 4   |
| OC Barcelos  | 2 | 0 | 2 | 0 | 8  | 8  | 0  | 2   |
| FC Barcelona | 2 | 0 | 1 | 1 | 4  | 8  | −4 | 1   |

## Final Four
A Final Four teve lugar nos dias 15 e 16 de maio.
Apuraram-se os 3 vencedores de grupo e a melhor equipa entre as que se classificaram em segundo lugar.
|  | Meias-Finais   | Meias-Finais   | Meias-Finais |             |          | Final    | Final | Final |  |
|  |                |                |              |             |          |          |       |       |  |
|  | FC Porto       | FC Porto       | 6            |             |          |          |       |       |  |
|  | FC Porto       | FC Porto       | 6            |             |          |          |       |       |  |
|  | UD Oliveirense | UD Oliveirense | 4            |             |          |          |       |       |  |
|  | UD Oliveirense | UD Oliveirense | 4            |             | FC Porto | FC Porto | 3     |       |  |
|  |                |                |              |             | FC Porto | FC Porto | 3     |       |  |
|  |                |                | Sporting CP  | Sporting CP | 4        |          |       |       |  |
|  | SL Benfica     | SL Benfica     | Sporting CP  | Sporting CP | 4        | 5 (1)    |       |       |  |
|  | SL Benfica     | SL Benfica     |              |             |          |          |       |       |  |
|  | Sporting CP    | Sporting CP    | 5 (2)        |             |          |          |       |       |  |